# Прљави посао
Прљави посао (енгл. Dirty Work) је филмска комедија из 1998. године.

## Радња
Мич Вивер и Сем Мекена су пријатељи од детињства. Мекенином оцу је потребна трансплантација срца, али лекар који присуствује, др Фартинг, тражи 50.000 долара да би прешао на листу чекања. Вивер губи посао један за другим, девојка га напушта. Вивер и Мекена одлучују да покрену посебан посао, чија је суштина да се освете уместо да ураде оно за шта их плаћају муштерије.
У име Тревиса Кола, инвеститора за некретнине, пријатељи руше зграду. Али испоставило се да зграда није била Коулово власништво, он је само желео да јефтино купи место како би могао да направи паркинг тамо. Они му се освете саботирањем оперске гала вечери коју је спонзорисао Кол. Плашећи се даљег оштећења свог имиџа, Кол пристаје да плати 50.000 долара. Кол је касније ухапшен. Вивер проналази нову девојку, Кети. Др. Фартинга су на смрт претукли његови кредитори.

## Улоге
| Глумац              | Улога             |
| ------------------- | ----------------- |
| Норм Макдоналд      | Мич Вивер         |
| Арти Ланг           | Сам Макена        |
| Џек Ворден          | Попс Макена       |
| Трејлор Хауард      | Кати              |
| Дон Риклс           | господин Хамилтон |
| Кристофер Макдоналд | Тревис Кол        |
| Чеви Чејс           | др. Фартинг       |

## Зарада
Филм је у САД зарадио 10.023.282 $.